# 段本幸男

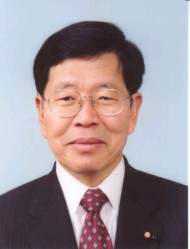

段本 幸男（だんもと ゆきお、1944年（昭和19年）12月12日 - 2012年（平成24年）3月18日）は、日本の農水官僚、政治家。
参議院議員（1期）、財務大臣政務官を歴任。京都府京都市出身。

## 経歴
- 京都市立衣笠中学校卒業
- 京都府立山城高等学校卒業
- 1968年（昭和43年）3月：京都大学農学部農業工学科卒業
- 1968年（昭和43年）4月：農林省入省（上級甲種・農業土木）
- 1978年（昭和53年）4月：九州農政局阿蘇久住調査事務所調査課長
- 1980年（昭和55年）4月：近畿農政局加古川西部農水事業所工事課長
- 1982年（昭和57年）10月：農林水産省構造改善局計画部課長補佐
- 1984年（昭和59年）4月：島根県農林水産部耕地課主査
- 1986年（昭和61年）4月：島根県農林水産部耕地課長
- 1988年（昭和63年）6月：東北農政局建設部設計課長
- 1990年（平成2年）9月：国土庁土地局国土調査課長
- 1994年（平成6年）8月：北海道開発庁農林水産課長
- 1995年（平成7年）11月：水資源開発公団第二工務部長
- 1997年（平成9年）7月7日：中国四国農政局長
- 1998年（平成10年）
  - 7月：農林水産省退官
  - 10月：財団法人日本農業土木総合研究所専務理事
- 2001年（平成13年）、第19回参議院議員通常選挙に自由民主党の比例区から出馬し、初当選。

議員在職中は、財務大臣政務官、参議院政策審議会副会長などを経験。
- 2007年（平成19年）、第21回参議院議員通常選挙に出馬。12万票を獲得したが、自民党への逆風を受け落選した。
- 2012年（平成24年）3月18日、肺癌のため死去[1]。67歳没。

他に、土地改良換地対策全国協議会中央委員、土地改良測量設計技術協会会長、全国土地改良事業団体連合会顧問などの要職を歴任した。

## 備考
- 農業土木技官としての同期には橋本正（東大農工卒）、森田昌史（構造改善局次長、京大農工卒）、片岡泰三（中国四国農政局長、京大農工卒）らがいる。

- 2007年（平成19年）の第21回参議院議員通常選挙では、比例区で21番目の得票となったが、同じ群馬県を地盤にして票を食い合い、結果的に共倒れした上野公成（得票数20番目）と尾身朝子（22番目）に挟まれる形となり、関係者の注目を集めた。